# نشانه کوخر
نشانه کوخر یک نشانهٔ پزشکی مهم در بیماری پرکاری تیروئید است که پلک هنگام فیکسیشن سریع به سمت بالا و پایین دچار رترکشن می‌شود.

## مکانیسم پاتوفیزیولوژیک
این نشانه ناشی از افزایش فعالیت سمپاتیک در پرکاری تیروئید است که باعث هایپرتانسیون عضله بالابرنده پلک فوقانی (levator palpebrae superioris) می‌شود. افزایش سطح هورمون تیروئید نیز موجب افزایش حساسیت گیرنده‌های آدرنرژیک در عضلات پلک می‌گردد.

## تفاوت با سایر علائم چشمی
- اگزوفتالمی: بیرون زدگی کره چشم ناشی از افزایش بافت چربی اوربیت
- لید لاگ (Lagophthalmos): عدم توانایی در بستن کامل پلک‌ها
- استرابیسم‌: انحراف چشم به دلیل فیبروز عضلات اکستراآکولار[۴]

## تشخیص افتراقی
این نشانه معمولاً در بیماری گریوز مشاهده می‌شود اما ممکن است در موارد زیر نیز دیده شود:  
- مصرف بیش از حد لووتیروکسین
- آدنوم ترشح کننده TSH
- مقاومت به هورمون تیروئید[۵]

## تاریخچه
این نشانه اولین بار در سال ۱۸۹۵ توسط جراح سوئیسی امیل تئودور کوخر توصیف شد که برنده جایزه نوبل فیزیولوژی ۱۹۰۹ برای تحقیقاتش در زمینه تیروئید بود.